# Eupithecia strandi
Eupithecia strandi är en fjärilsart som beskrevs av Fuchs 1901. Eupithecia strandi ingår i släktet Eupithecia och familjen mätare. Inga underarter finns listade i Catalogue of Life.